# Grover (Karolina Północna)
Grover – miasto w Stanach Zjednoczonych, w stanie Karolina Północna, w hrabstwie Cleveland.